# Puppy Tale
«История про щенка» («Щенячья сказка») — 80-й эпизод мультсериала «Том и Джерри» вышедший 23 января 1954 года.

## Сюжет
Тёмной ночью автомобиль проезжает по мосту над рекой. Он останавливается на этом мосту, из него выкидывают мешок с щенками. Автомобиль уезжает прочь.
Джерри замечает щенков, обречённых на утопление, вытаскивает их из реки. Все щенки, кроме одного, убегают прочь. Оставшегося щенка Джерри пытается занести в дом.
Этот щенок пьёт молоко из миски Тома, поэтому Том пытается выгнать его из дома. Это у него не получается, так как Джерри постоянно заносит щенка обратно домой.
Однажды Тому всё же удаётся выгнать щенка и Джерри на улицу, но тут начинается грозовой ливень. Том с ужасом представляет себе, что щенок и Джерри тонут в реке, идёт на улицу с зонтом, чтобы спасти несчастного щенка и Джерри, но оказывается, что они уже нашли убежище от непогоды. Сильный порыв ветра сдувает Тома с моста в реку, в результате Джерри и щенку приходится его спасать. В доме Джерри приводит Тома в сознание. Спасённый Том уже не выгоняет щенка, а сам даёт ему миску с молоком и кровать. Тем временем щенок зовёт всех остальных щенков к себе.

## Факты
- Это один из случаев, когда в обоих персонажах просыпается чувство совести.